# Шахта «Лісова» (Львіввугілля)
ДВАТ "Шахта «Лісова» (до 2001 року — Шахта № 6 «Великомостівська») відокремлений підрозділ державного підприємства ВО ДКХ «Львіввугілля» у Львівсько-Волинському кам'яновугільному басейні. Розташована у селі Сілець, Сокальського району Львівської області.

## Загальна характеристика
Фактичний видобуток вугілля 1489/973 т/добу (1990/1999). У 2003 р. видобуто 120 тис. т вугілля. Максимальна глибина 515 м (1998). Протяжність підземних виробок 51,2/42,4 км (1990/1999). Розробляє пласти nв
8, nн
7 потужністю 2,71-3,61 м з кутами падіння 2-6о.
Кількість очисних вибоїв — 3/2, підготовчих 6/3 (1990/1999).
Кількість працюючих: 1200/1200 чол., з них підземних 888/799 чол. (1990/1999).
Адреса: 80080, с. Сілець, Сокальський район, Львівської обл.

## Аварії
29 травня 2019 року о 3-й годині 05 хвилин внаслідок обвалу порід покрівлі загинули двоє гірників — Михайло Турко 1997 року народження і Михайло Павлик 1971 року народження.

## В кінематографі
Шахта «Лісова» згадується у третьому сезоні серіалу Слуга народу. За сценарієм фільму, на шахті стався вибух і головний герой серіалу Василь Голобородько (актор — Володимир Зеленський), у ролі президента, туди вирушив. За збігом обставин, як реальний президент України, Володимир Зеленський відвідав саме цю копальню у Львівській області, на якій загинули двоє гірників.